# Trempealeau (Wisconsin)
 (août 2023).
Si vous disposez d'ouvrages ou d'articles de référence ou si vous connaissez des sites web de qualité traitant du thème abordé ici, merci de compléter l'article en donnant les références utiles à sa vérifiabilité et en les liant à la section « Notes et références ».
Trempealeau est une ville du comté de Trempealeau, au Wisconsin (États-Unis).

## Géographie
La ville de trempealeau est située sur le fleuve Mississippi juste en aval de la confluence de la rivière Trempealeau et du fleuve Mississippi.
Sa population était de 1 756 habitants lors du recensement de la population effectué en l'an 2000.

## Histoire
Les Amérindiens avaient fondé une cité sur une colline artificielle, "Trempealeau Mound", dominant le fleuve Mississippi. La région était alors un des foyers de la civilisation du Mississippi.
À l'automne de 1685, à l'époque de la Nouvelle-France, l'explorateur français Nicolas Perrot et ses compagnons arrivèrent à la montagne Trempealeau par canoës afin de reconnaître cette région de la Louisiane française.  Les Amérindiens Winnebagos appelaient cette montagne Hay-nee-ah-cheh, ou la montagne trempé dans l'eau du lac Pépin et du fleuve Mississippi.  C'est alors que les Français appelèrent l'endroit la montagne qui trempe à l'eau (Trempealeau) et fondèrent le fort Trempealeau.